# Pisagua (distrito electoral)
El distrito electoral de Pisagua fue un distrito electoral de la Cámara de Diputados de Chile. Creado en 1884 junto con el departamento del mismo nombre, con la reforma electoral de 1890 pasó a formar parte de la agrupación departamental de Tarapacá y Pisagua.

## Composición
El distrito comprendía la totalidad del departamento de Pisagua, que, junto con el departamento de Tarapacá, conformaban la provincia homónima.

## Historia

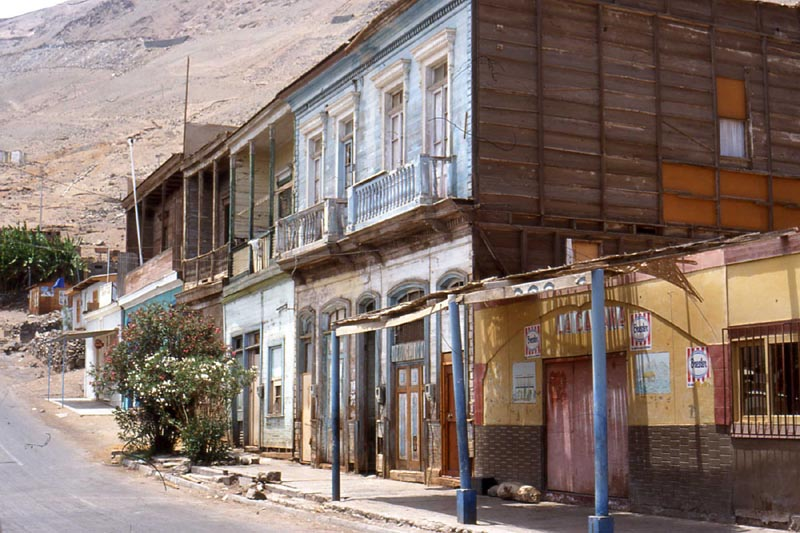
Casas en Pisagua.

El territorio de la antigua provincia peruana de Tarapacá, que había sido  ganado por Chile en la Guerra del Pacífico, fue organizado con la ley del 31 de octubre de 1888 que creó las provincia chilena de Tarapacá y los departamentos de Tarapacá y Pisagua. La misma ley asignó al primer departamento dos diputados y al segundo, uno. Con la reforma electoral de 1890 que creó las agrupaciones departamentales, ambos departamentos fueron agrupados en una nueva agrupación departamental que, inicialmente, elegía dos diputados.

### Historia política
Durante su corta existencia, el distrito eligió un diputado y concurrió a dos elecciones. En 1885 fue elegido el radical Manuel Antonio Prieto, en 1888 ganó el liberal Alcibíades Roldán.

## Diputados
| Elección | Diputado | Diputado                    | Diputado |
| -------- | -------- | --------------------------- | -------- |
| 1885     |          | Manuel Antonio Prieto Muñoz | Radical  |
| 1888     |          | Alcibíades Roldán Álvarez   | Liberal  |